# Élections générales partielles de 1999 à Gibraltar
Des élections générales partielles se sont tenues à Gibraltar le 4 février 1999 afin d'élire de remplacer un député décédé.

## Contexte
Robert Mor, député GSLP est décédé. Il faut donc procédé à une élection partielle.

## Résultats
| Parti | Parti                                           | Candidats       | Voix  | %     | Sièges | +/-           |
| ----- | ----------------------------------------------- | --------------- | ----- | ----- | ------ | ------------- |
|       | Parti libéral de Gibraltar                      | Joseph Garcia   | 4 395 | 51,47 | 1      | 1             |
|       | Indépendant                                     | Peter Cumming   | 2 663 | 31,19 | 0      | en stagnation |
|       | Socialiste indépendant                          | Peter Cabezutto | 1 144 | 13,40 | 0      | en stagnation |
|       | Association pour la promotion des droits civils | John Piris      | 337   | 3,95  | 0      | en stagnation |
| Total | Total                                           | Total           | 8 539 | 100   | 1      | en stagnation |